# Hajduk Split 1911 – 1981
Hajduk Split 1911 – 1981 je kompilacijski album različitih hrvatskih glazbenika. Album je objavljen 1981. godine, a izdavač je Jugoton. Posvećen je HNK Hajduku, povodom 70. godišnjice od osnutka kluba.
Među najpoznatijim pjesmama su: "Nadalina", "Hajdučka" i "Galeb i ja".

## Popis pjesama
| 1.  | »Hajdučka«                         | Oliver Dragojević                            |  |
| 2.  | »Nima Splita Do Splita«            | Tereza Kesovija                              |  |
| 3.  | »Naprid, Bili!«                    | Toni Kljaković uz Kvartet 4M                 |  |
| 4.  | »Nadalina«                         | Boris Dvornik i Oliver Dragojević            |  |
| 5.  | »Nastup Našeg Teama«               | Oktet "DC" - Vranjić                         |  |
| 6.  | »Noćas Ćemo Zemlji Ko Materi Reći« | Mišo Kovač i Klapa Šibenik                   |  |
| 7.  | »Bili Su Bili Vrhovi Planina«      | Dubrovački trubaduri                         |  |
| 8.  | »Lastavica«                        | Meri Cetinić                                 |  |
| 9.  | »Bili! Bili!«                      | Mišo Kovač                                   |  |
| 10. | »Skalinada«                        | Oliver Dragojević                            |  |
| 11. | »Pjesma Navijača Hajduka«          | Oktet "DC" - Vranjić i Klapa Kantaduri Split |  |
| 12. | »Galeb i ja«                       | Oliver Dragojević                            |  |

## Glazbenici
- Oliver Dragojević[1]
- Mišo Kovač
- Tereza Kesovija
- Boris Dvornik
- Toni Kljaković
- Kvartet 4M
- Klapa Šibenik
- Klapa Oktet DC Vranjić
- Klapa Kantaduri Split
- Dubrovački trubaduri
- Meri Cetinić

## Vanjske poveznice
- Hajduk Split 1911 – 1981 na Discogsu
- Hajdučka na YouTubeu